# Escrita galik
A Escrita Galik (em mongol:  Али-гали үсэг, Ali-Gali üseg) é uma extensão da tradicional escrita mongol (usada pela língua mongol) e foi criada em 1587 pelo estudioso Ayuush Güüsh (em mongol:  Аюуш гүүш), por inspiração do 3º. Dalai Lama, Sonam Gyatso. Ele adicionou caracteres extra para uso de termos encontrados em textos religiosos da língua tibetana, do Sânscrito. Mais tarde criou também caracteres oriundos da escrita chinesa. Alguns desses caracteres são usados ainda hoje para escrita de palavras de origem estrangeira.
Escritas similares são a Todo bitchig e a Vaghintara (ou Escrita Mongol).
Alguns autores históricos, como o padre Isaac Taylor (livro The Alphabet: an account of the origin and development of letters, 1883) , falharam ao distingir o Galik do alfabeto Mongol tradicional.

### Externas
- Escrita Galik em Omniglot
- Galik em ChinaKnowledge.com
- Galik em ScriptSource